# Sigoulès
Sigoulès foi uma comuna francesa na região administrativa da Nova Aquitânia, no departamento Dordonha. Estendia-se por uma área de 10,77 km². Em 2010 a comuna tinha 1 445 habitantes (densidade: 134,2 hab./km²).
Em 1 de janeiro de 2019, passou a formar parte da nova comuna de Sigoulès-et-Flaugeac.